# Agrostis hiemalis
Agrostis hiemalis é uma espécie de gramínea do gênero Agrostis, pertencente à família Poaceae.